# Айрленд, Джилл
Джилл До́роти А́йрленд (англ. Jill Dorothy Ireland; 24 апреля 1936, Лондон — 18 мая 1990, Малибу) — английская, американская актриса.

## Карьера
Джилл Айрленд родилась в семье винодела. Свою карьеру она начала ещё подростком, в середине 1950-х годов. Её дебютом стала маленькая роль в фильме «О… Розалинда!!» с Майклом Редгрейвом. Далее последовали роли в фильмах «Саймон и Лаура» (1955) и «Трое в лодке, не считая собаки» (1956).
После переезда в Голливуд, Айрленд начала сниматься в сериалах. В 1964—1967 годах она снялась в 5 эпизодах сериала «Человек из А. Н. К. Л.».
В конце 1970-х годов, Айрленд стала сопродюсером некоторых кинофильмов. Также в 1977 году она записала альбом «Привет и Прощай».

## Личная жизнь
В 1957 году Айрленд вышла замуж за актёра Дэвида Маккаллума. В этом браке у них было три сына — Пол, Валентайн и их приёмный сын Джейсон Маккаллум, который умер от передозировки лекарств в 1989 году. Маккаллум и Айрленд развелись в 1967 году.
В 1968 году Айрленд стала женой Чарльза Бронсона. Познакомились они несколькими годами ранее, когда Бронсон и Маккаллум вместе снимались в фильме «Большой побег». У пары было две дочери: родная Зулейка и приёмная Катрина. Вместе пара оставалась до самой смерти Джилл в 1990 году.

### Борьба с болезнью
В 1984 году у Джилл диагностировали рак молочной железы. После этого актриса написала две книги, в которых рассказывалось о том, как она борется с болезнью (она умерла, не дописав третью книгу). И стала частым рассказчиком в «Американском обществе борьбы с раком». В 1988 году она рассказала Конгрессу о медицинских затратах, и президент Рональд Рейган вручил ей Медаль Храбрости.
Айрленд посвятила своё время поддерживающим речам для людей больных раком и их семей. Она никогда не называла себя жертвой рака.

«Думайте о себе и будьте счастливы. Максимально используйте вашу жизнь и думайте о себе. Грудь не делает меня тем, кем я являюсь» — такими словами Айрленд поддерживала женщин, подвергшихся мастэктомии.

Она расценила первую леди США Бетти Форд как образец для подражания, из-за того что Бетти была организатором по борьбе с алкоголизмом и наркотической зависимостью.

«Я очень люблю и восхищаюсь Бетти Форд, — сказала она в 1989 году. — Она была очень добра ко мне, когда я рассказала о своей болезни, злоупотреблении лекарственными травами. Благодаря ей я могу помочь другим людям не чувствовать себя одинокими в своей болезни».

### Смерть
18 мая 1990 года Джилл Айрленд умерла от рака молочной железы в своём доме в Малибу. Её кремировали, а её пепел Бронсон хранил у себя всю оставшуюся жизнь. В 2003 году Бронсона похоронили вместе с пеплом Айрленд.

## Фильмография
| Год       |     | Русское название                      | Оригинальное название                 | Роль                          |
| --------- | --- | ------------------------------------- | ------------------------------------- | ----------------------------- |
| 1955      | ф   | —                                     | No Love for Judy                      | другая женщина                |
| 1955      | ф   | Женщина для Джо                       | The Woman for Joe                     | эпизодическая роль            |
| 1955      | ф   | О… Розалинда!!                        | Oh… Rosalinda!!                       | леди                          |
| 1955      | ф   | Саймон и Лора                         | Simon and Laura                       | секретарь Бёртона             |
| 1956      | ф   | Трое в лодке, не считая собаки        | Three Men in a Boat                   | Блюбелл Портерхаус            |
| 1956      | ф   | Большие деньги                        | The Big Money                         | Дорин Фрит                    |
| 1957      | ф   | Четверг будет всегда                  | There’s Always a Thursday             | Дженнифер Поттер              |
| 1957      | ф   | Адские водители                       | Hell Drivers                          | Джилл                         |
| 1957      | ф   | Грабёж с оружием                      | Robbery Under Arms                    | Джин                          |
| 1959      | ф   | Так держать, медсестра                | Carry on Nurse                        | Джилл Томпсон                 |
| 1959      | с   | —                                     | The Voodoo Factor                     | Рене                          |
| 1959      | с   | —                                     | Kraft Mystery Theater                 | Кэрол Борн                    |
| 1959      | кор | Призрачный поезд-убийца               | The Ghost Train Murder                | Салли Бертон                  |
| 1960      | ф   | Девушки из латинского квартала        | Girls of the Latin Quarter            | Джилл                         |
| 1960      | ф   | —                                     | Jungle Street                         | Сью                           |
| 1961      | с   | Театр в кресле                        | Armchair Theatre                      | Сибил Вейн                    |
| 1961      | с   | —                                     | Probation Officer                     | Нетта Лоринг                  |
| 1961      | ф   | —                                     | Raising the Wind                      | Дженет                        |
| 1961      | с   | Отдел призраков                       | Ghost Squad                           | Анна                          |
| 1961      | ф   | Такая молодая — такая злая            | So Evil, So Young                     | Энн                           |
| 1962      | с   | Мошенники                             | The Cheaters                          | Элис                          |
| 1962      | ф   | —                                     | Twice Round the Daffodils             | Дженет                        |
| 1962      | ф   | Боевой топор                          | The Battleaxe                         | Одри Пейдж                    |
| 1963      | с   | Ричард Львиное Сердце                 | Richard the Lionheart                 | Марианн                       |
| 1964      | с   | Бен Кейси                             | Ben Casey                             | Джули Карр                    |
| 1964      | с   | Третий человек                        | The Third Man                         | Джулия                        |
| 1964      | с   | Путешествие на дно океана             | Voyage to the Bottom of the Sea       | Джули                         |
| 1964—1967 | с   | Агенты А.Н.К.Л.                       | The Man from U.N.C.L.E.               | разные персонажи              |
| 1965      | с   | Мой любимый марсианин                 | My Favorite Martian                   | Зельда                        |
| 1965—1966 | с   | Вертикальный взлёт                    | Twelve O’Clock High                   | Сара Блоджет / Элис Карпентер |
| 1966      | с   | Самый дурацкий корабль в армии        | The Wackiest Ship in the Army         | н/д                           |
| 1966      | с   | Шейн                                  | Shane                                 | Мэриан Старетт                |
| 1967      | с   | Звёздный путь: Оригинальный сериал    | Star Trek: The Original Series        | Лейла Каломи                  |
| 1968      | ф   | Вилья в седле                         | Villa Rides                           | девушка в ресторане           |
| 1968      | с   | Менникс                               | Mannix                                | Эллен Ковак                   |
| 1969      | с   | Дэниел Бун                            | Daniel Boone                          | Анджела Лекланд               |
| 1970      | ф   | Лола                                  | Twinky                                | девушка в аэропорту           |
| 1970      | ф   | Пассажир дождя                        | Le passager de la pluie               | Николь                        |
| 1970      | ф   | Город насилия                         | Citta violenta                        | Ванесса Шелтон                |
| 1970      | ф   | Холодный пот                          | Cold Sweat                            | Мойра                         |
| 1971      | ф   | Кто-то за дверью                      | Quelqu’un derriere la porte           | Фрэнсис Джеффрис              |
| 1972      | ф   | Бумаги Валачи                         | The Valachi Papers                    | Мария Рейна Валачи            |
| 1972      | с   | Ночная галерея                        | Night Gallery                         | Энн Лоринг                    |
| 1972      | ф   | Механик                               | The Mechanic                          | девушка                       |
| 1973      | ф   | Лошади Вальдеса                       | Valdez Horses                         | Кэтрин                        |
| 1975      | ф   | Побег                                 | Breakout                              | Энн Вагнер                    |
| 1975      | ф   | Тяжёлые времена                       | Hard Times                            | Люси Симпсон                  |
| 1975      | ф   | Перевал Брейкхарт                     | Breakheart Pass                       | Мариса                        |
| 1976      | ф   | С полудня до трёх                     | From Noon till Three                  | Аманда                        |
| 1979      | ф   | Любовь и пули                         | Love and Bullets                      | Джеки Прюит                   |
| 1980      | тф  | Девушка, золотые часы и всё остальное | The Girl, the Gold Watch & Everything | Карла О’Рурк                  |
| 1982      | ф   | Жажда смерти 2                        | Death Wish II                         | Джери Николс                  |
| 1987      | ф   | Убийство                              | Assassination                         | Лара Ройс Крейг               |
| 1987      | ф   | Пойманный                             | Caught                                | Дженет Девон                  |

## Память
- В 1991 году Джилл Клейберг играла Айрленд в фильме «Причина для жизни: История Джилл Айрленд». В нём рассказывалось о более поздних годах актрисы, включая её борьбу с раком молочной железы.
- За свой вклад в развитие киноиндустрии Джилл была удостоена Звезды по адресу: 6751, Голливудский б-р, на Голливудской «Аллее славы».